# San Giorgio del Sannio
San Giorgio del Sannio este o comună din provincia Benevento, regiunea Campania, Italia, cu o populație de 9.727 locuitori (1 ianuarie 2023) și o suprafață de 22,34 km².

## Demografie
San Giorgio del Sannio - evoluția demografică

|  | Graficele sunt indisponibile din cauza unor probleme tehnice. Mai multe informații se găsesc la Phabricator și la wiki-ul MediaWiki. |

Date: Recensăminte sau birourile de statistică - grafică realizată de Wikipedia